# Olsberg (Allemagne)
Pour les articles homonymes, voir Olsberg.

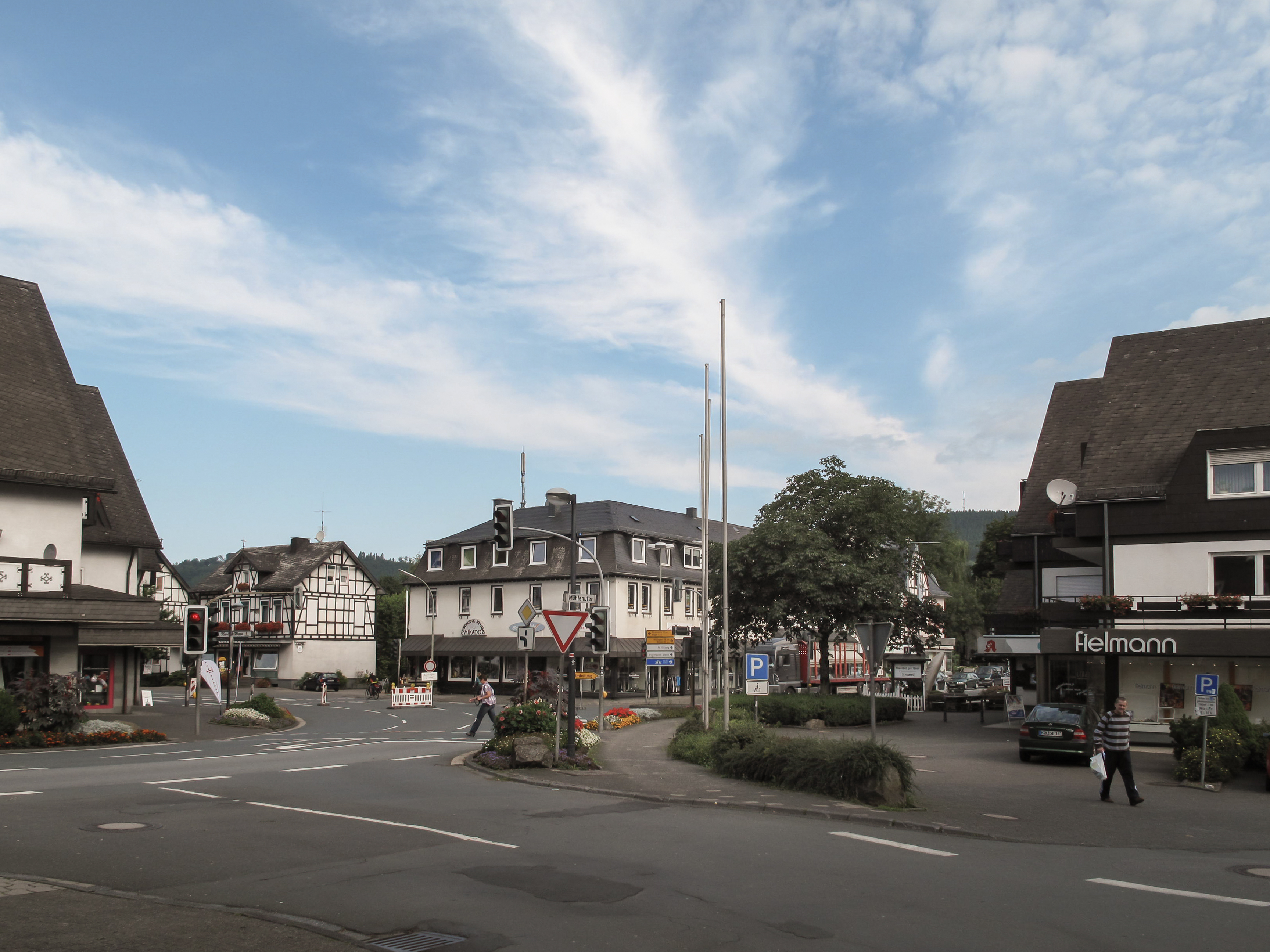
Vue dans la rue

Olsberg est une ville de Rhénanie-du-Nord-Westphalie (Allemagne), située dans l'arrondissement du Haut-Sauerland, dans le district d'Arnsberg, dans le Landschaftsverband de Westphalie-Lippe.

## Personnalités liées à la ville
- Franz Fischer (1901-1989), sous-officier SS né à Bigge et mort à Olsberg.
- Wolfgang Paul (1940-), footballeur né à Olsberg.
- Jörg Twenhöven (1941-), homme politique né à Bigge.
- Hubert Kleff (1948-), homme politique né à Olsberg.
- Peter Liese (1955-), homme politique né à Olsberg.